# 2e Match des étoiles de la Ligue continentale de hockey
Match précédent Match suivant
Le 2e Match des étoiles de la Ligue continentale de hockey se déroule le 30 janvier 2010 à la Minsk-Arena de Minsk en Biélorussie. Il oppose la sélection russe et biélorusse d'Alekseï Iachine à la sélection étrangère de Jaromír Jágr.

## Format
Chaque équipe est composée de deux entraîneurs, deux gardiens, six défenseurs et huit attaquants. Le format a été soumis au vote des spectateurs sur le site de la KHL.
Le tchèque Jaromír Jágr de l'Avangard Omsk a été nommé capitaine de l'équipe des joueurs étrangers et Alekseï Iachine du SKA Saint-Pétersbourg, capitaine de l'équipe des joueurs russes et biélorusses.
Du 1er décembre 2009 au 15 janvier 2010, les fans ont voté pour élire sur le site du Match des étoiles les douze titulaires pour l'entame de la rencontre.
Du 16 janvier 2010 au 22 janvier 2010, les journalistes votent pour élire le second gardien et les cinq joueurs du second bloc.
Le 27 janvier 2010, la ligue annonce les joueurs de troisième ligne.

## Composition des équipes
Équipe Iachine
|    | Joueur               | Équipe                | Voix    |
| -- | -------------------- | --------------------- | ------- |
| G  | Gueorgui Guelachvili | Lokomotiv Iaroslavl   | 55 048  |
| D  | Sergueï Zoubov       | SKA Saint-Pétersbourg | 103 136 |
| D  | Ilia Nikouline       | Ak Bars Kazan         | 101 261 |
| AD | Alekseï Morozov      | Ak Bars Kazan         | 105 433 |
| C  | Aleksandr Radoulov   | Salavat Ioulaïev Oufa | 104 004 |
| AG | Maksim Souchinski    | SKA Saint-Pétersbourg | 99 344  |

Équipe Jágr
|    | Joueur             | Équipe            | Voix    |
| -- | ------------------ | ----------------- | ------- |
| G  | Karri Rämö         | Avangard Omsk     | 104 649 |
| D  | Kevin Dallman      | Barys Astana      | 114 957 |
| D  | Sandis Ozoliņš     | Dinamo Riga       | 113 167 |
| AD | Marcel Hossa       | Dinamo Riga       | 112 681 |
| C  | Mattias Weinhandl  | HK Dinamo Moscou  | 105 000 |
| AG | Branko Radivojevič | HC Spartak Moscou | 98 949  |

### Autres joueurs sélectionnés
| Nom              | Équipe                | Poste |
| ---------------- | --------------------- | ----- |
| Michael Garnett  | HK MVD                | G     |
| Martin Štrbák    | HK MVD                | D     |
| Lasse Kukkonen   | Avangard Omsk         | D     |
| Karel Rachůnek   | HK Dinamo Moscou      | D     |
| Patrick Thoresen | Salavat Ioulaïev Oufa | A     |
| Josef Vašíček    | Lokomotiv Iaroslavl   | A     |
| Chris Simon      | Vitiaz Tchekhov       | A     |
| Jiří Hudler      | HK Dinamo Moscou      | A     |
| Ville Peltonen   | Dinamo Minsk          | A     |
| Jozef Stümpel    | Barys Astana          | A     |
| Geoff Platt      | Dinamo Minsk          | A     |
|                  |                       |       |
| Barry Smith      | SKA Saint-Pétersbourg | E     |
| Kari Heikkilä    | Lokomotiv Iaroslavl   | E     |
| Miloš Říha       | HK Spartak Moscou     | E     |

| Nom                   | Équipe                  | Poste |
| --------------------- | ----------------------- | ----- |
| Andreï Mezine         | Dinamo Minsk            | G     |
| Dmitri Kalinine       | Salavat Ioulaïev Oufa   | D     |
| Anton Babtchouk       | Avangard Omsk           | D     |
| Konstantin Korneïev   | HK CSKA Moscou          | D     |
| Vitali Atiouchov      | Metallourg Magnitogorsk | D     |
| Danis Zaripov         | Ak Bars Kazan           | A     |
| Sergueï Fiodorov      | Metallourg Magnitogorsk | A     |
| Sergueï Moziakine     | Atlant Mytichtchi       | A     |
| Sergueï Zinoviev      | Salavat Ioulaïev Oufa   | A     |
| Alekseï Terechtchenko | Ak Bars Kazan           | A     |
| Denis Parchine        | HK CSKA Moscou          | A     |
|                       |                         |       |
| Viatcheslav Bykov     | Salavat Ioulaïev Oufa   | E     |
| Igor Zakharkine       | Salavat Ioulaïev Oufa   | E     |
| Andreï Khomoutov      | HK Dinamo Moscou        | E     |

## Concours d'habiletés
Concours 1, patineur le plus rapide.
Équipe Iachine
- 1 Denis Parchine - 13 min 93 s
- 2 Alekseï Terechtchenko - 14 min 21 s
- 3 Konstantin Korneïev - 14 min 88 s

Équipe Jágr
- 1 Patrick Thoresen - 14 min 06 s
- 2 Matthias Weinhandl - 14 min 37 s
- 3 Geoff Platt - 16 min 03 s

Équipe Iachine l'emporte et mène 1-0.
Concours 2, lancer le plus lointain.
Équipe Iachine : Nikouline, Kalinine, Zoubov.
Équipe Jágr : Stümpel, Simon, Štrbák.
Équipe Iachine l'emporte grâce à Kalinine et mène 2-0.
Concours 3, relais par équipe en slalom.
Équipe Iachine : Korneïev, Atiouchov, Souchinski, Moziakine, Zaripov.
Équipe Jágr : Kukkonen, Dallman, Peltonen, Weinhandl, Vašíček.
Équipe Iachine l'emporte et mène 3-0.
Concours 4, lancer le plus précis.
Équipe Iachine : 
- Morozov - 4 sur 5 en 6 s 37.
- Iachine - 4 sur 8 en 11 s 81.
- Fiodorov - 4 sur 8 en 12 s 06.

Équipe Jágr :
- Vašíček - 4 sur 10 en 12 s 96.
- Jágr - 4 sur 8 en 11 s 03.
- Hudler - 4 sur 9 en 13 s 53.

Équipe Iachine l'emporte et mène 4-0.
Concours 5, lancer le plus puissant.
Équipe Iachine : 
- Kalinine - 155,97 et 152,24 km/h.
- Nikouline - 161,80 et 162,62 km/h.
- Babtchouk- 155,28 et 164,51 km/h.

Équipe Jágr : 
- Štrbák - 158,85 et 162,81 km/h.
- Simon- 153,41 et 152,11 km/h.
- Rachůnek - 151,61 et 165,28 km/h.

Équipe Jágr l'emporte grâce à Rachůnek et est menée 4-1.
Concours 6, tir de fusillade.
Équipe Iachine : Morozov (raté), Souchinski (réussi), Iachine (raté), Fiodorov (raté), Moziakine (raté).
Équipe Jágr : Stümpel (réussi), Weinhandl (raté), Hossa (réussi), Peltonen (raté), Jágr (raté).
L'équipe Jágr remporte un point pour la victoire ainsi qu'on point pour la tentative la plus spectaculaire réalisée par Jozef Stümpel.
Équipe Jágr l'emporte et est menée 4-3.
Concours 7, relais par équipe.
Équipe Iachine : Parchine, Terechtchenko, Radoulov, Zaripov, Korneïev
Équipe Jágr : Vašíček, Dallman, Thoresen, Hossa, Platt.
L'équipe Iachine l'emporte et remporte le concours d'habileté 5-3.

## Résultat
| 31 janvier 2010 | Équipe Iachine | 8-11 (1-4, 5-3, 2-4) | Équipe Jágr |  |

| Feuille de match   | Feuille de match | Feuille de match | Feuille de match | Feuille de match |
| ------------------ | --- | ---------------- | --- | ---------------- |
|                    | 2 min 05 s, Zaripov (Babtchouk) 21 min 00 s, Iachine (Babtchouk, Zoubov) 31 min 59 s, Fiodorov (Radoulov, Kalinine) 34 min 52 s, Souchinski (Terechtchenko, Zoubov) 38 min 33 s, Zoubov (Babtcouk, Terechtchenko) 39 min 34 s, Souchinski (Iachine) 51 min 47 s, Babtchouk 54 min 30 s, Morozov TF |                  | 7 min 32 s, Hossa 11 min 59 s, Thoresen (Vasicek, Kukkonen) 13 min 32 s, Hudler (Jágr, Weinhandl) 14 min 42 s, Weinhandl (Jágr) 26 min 14 s, Hudler (Weinhandl) 31 min 15 s, Štrbák (Jágr) 35 min 10 s, Hossa (Stumpel, Radivojevic) 40 min 33 s, Vasicek (Peltonen) 44 min 27 s, Peltonen (Thoresen) 45 min 04 s, Thoresen (Rachunek) 49 min 51 s, Jágr (Kukkonen, Hudler) |                  |
| Guelachvili Mezine | Gardiens | Rämö Garnett     | |                  |
|                    | |                  | |                  |
|                    | |                  | |                  |